# رودريغو مورا (لاعب كرة قدم مواليد 1987)
رودريغو مورا نيكانور نونيز (بالاسبانية : Rodrigo Nicanor Mora Núñez ) لاعب كرة القدم أوروغواي لاعب كرة القدم يلعب في نادي أتلتيكو ريفر بليت كمهاجم . أعلن نادي النصر السعودي عن تعاقده معه عام 2015

## وصلات خارجية
- رودريجو مورا على موقع الاتحاد الدولي (مؤرشف)  (الإنجليزية)
- رودريجو مورا على موقع قاعدة بيانات كرة القدم.إي يو (الإنجليزية)
- رودريجو مورا على موقع Soccerway.com (الإنجليزية)
- رودريجو مورا على موقع عالم كرة القدم.نت (الإنجليزية)
- رودريجو مورا على موقع AS.com (الإسبانية)